# Grb Barbadosa
Grb Barbadosa prihvaćen je 1966. godine, nakon osamostaljenja države. Kao i kod ostalih karipskih država koje su bile kolonije Velike Britanije, grb ima šljem na kojem je nacionalni simbol, te štit kojem je sa svake strane po jedna životinja. U ovom je slučaju nacionalni simbol Andrijin križ načinjen od dvije stabljike šećerne trske, a životinje su riba lampuga (mahi-mahi) i pelikan. Na zlatnom štitu je stablo Ficus citrifolije, vrste divlje smokve te dva cvijeta autohtone biljke Caesalpinia pulcherrima iz porodice mahunarki.
Pod štitom je geslo Barbadosa, "Pride and Industry" ("Ponos i rad").